# 니시오이타역
니시오이타역(일본어: 西大分駅)은 일본 오이타현 오이타시에 있는, 규슈 여객철도 · 일본화물철도 닛포 본선의 역이다.

## 역 구조
섬식 승강장 1면 2선과 화물용 1면 1선의 설비를 가지는 지상역. 승강장이 없는 측선이 하행선 외측에 2개, 상행선 외측으로 3개 있다. 화물 시설을 병설하기 위해 구내는 넓다.
규슈 교통기획이 역 업무를 행하는 업무위탁역이다. 마르스와 POS 단말기가 설치되어 있다. 또한, 근거리 표의 승차권 자동 발매기가 설치되어 있다. 예전에 일본화물철도로의 간이 업무위탁역이었던 시대는, 역 서점에 대해서는 출·개찰 업무를 행했지만, 현재는 승강장에 놓아지고 있는 프리패브 형 건물로 행해지고 있다. 2012년 이후, 이 역에 규슈 여객철도 IC카드 SUGOCA를 도입 예정.

## 화물 취급
일본화물철도가 사용하는 1면 1선의 컨테이너 플랫폼이 역사의 동쪽(여객 플랫폼의 북쪽)에 있다. 화물열차 전용의 발착선은 없어, 하행 본선부터 분기해 오이타역 방면으로 이르는 인상선부터 니시오이타 역 방면에 돌아오도록 하역선은 분기하고 있다. 또한, 영업 창구의 일본화물철도 오이타 영업 지점, 승무원 기지의 오이타 종합 철도부도 역 구내에 있다.
예전에는, 역의 남쪽에 있는 후지 방적 오이타 공장 (현.후지보 텍스타일 오이타 공장)으로의 전용선이 있지만, 1980년대에 폐지되었다. 또한, 동쪽으로부터 분기해서 오이타 항까지 이르는 전용선(오이타 임항선)도 존재하고 있다. 오이타 임항선은 니시오이타 역부터 오이타코 역까지 1.5km를 연결하는 화물 전용선으로, 오지마치 역(오지미나토마치 부근)으로 스위치백해서 오이타코 역으로 향하고 있다. 연선에는 모빌 석유, 쇼와 쉘 석유, 일본 석유, 일본 광업, 교도 석유 등의 전용선이 있고, 석유나 광물등의 화물수송을 행하고 있지만, 이쪽도 1987년에 폐지되었다. 부지는 역 부근의 일부로 건널목 흔적이 남아지고 있어, 선로 흔적이 도로나 녹지(마쿠라기노미치)에 정비되어 모습을 간직하고 있지만, 대부분은 구획 정리되어버려 오이타 항 주변에는 전용선이 있던 모습이나 자국은 전적으로 남아있지 않다.
| 년도 | 화물 취급량 추이（단위：t） | 화물 취급량 추이（단위：t） |
| 년도 | 발송                        | 도착                        |
| ---- | --------------------------- | --------------------------- |
| 2000 | 118,794                     | 87,851                      |
| 2001 | 118,899                     | 85,399                      |
| 2002 | 113,349                     | 81,738                      |
| 2003 | 122,201                     | 86,509                      |
| 2004 | 114,232                     | 88,848                      |
| 2005 | 105,961                     | 84,138                      |
| 2006 | 95,743                      | 80,508                      |
| 2007 | 93,019                      | 79,740                      |
| 2008 | 81,022                      | 76,464                      |
| 2009 | 83,708                      | 75,922                      |

### 취급하는 화물의 종류
- 컨테이너 화물
  - 12ft·20 ft 대형 컨테이너를 취급.
- 산업 폐기물의 취급 허가를 얻고 있다.

### 화물 열차
하루 2회 왕복의 고속 화물 열차, 하루 1회 왕복의 화물 전용 열차가 정차한다. 전 열차, 기타큐슈 화물 터미널 역과 노베오카역 또는 미나미노베오카역을 연결하는 것이다.

## 이용 현황
- 2009년도의 1일 평균 승차 인원은, 401명이다 (전년도 비 - 9명).

| 승차 인원 추이 | 승차 인원 추이 |
| 연도           | 1일 평균 인수  |
| -------------- | -------------- |
| 2000           | 386            |
| 2001           | 368            |
| 2002           | 387            |
| 2003           | 394            |
| 2004           | 393            |
| 2005           | 401            |
| 2006           | 425            |
| 2007           | 415            |
| 2008           | 410            |
| 2009           | 401            |

## 역 주변
- 오이타 항 니시오이타코 페리 터미널
- 국도 제10호선
- 후지보 텍스타일 오이타 공장
- 오이타 현립 도서관
- 히가시큐슈 석유 본사

## 역사
- 1911년 11월 1일 : 일본국유철도의 역으로서 개업.
- 1955년 12월 1일 : 오이타코 역까지의 화물지선이 개통.
- 1984년 2월 1일 : 화물의 취급을 폐지. 니시오이타 역 - 오이타코 역간이 폐지(다만, 이 구간은 닛포 본선의 지선 취급으로서 화물 수송 자체는 1987년까지 승계)
- 1987년 4월 1일 : 일본국유철도 분할 민영화에 의해, 규슈 여객철도 · 일본화물철도가 승계.
- 2003년 11월 : POS 단말기 도입

## 인접 역
| 닛포 본선              | 닛포 본선   | 닛포 본선                |
| ---------------------- | ----------- | ------------------------ |
| 히가시벳푸 고쿠라 방면 | ■ 닛포 본선 | 오이타 가고시마추오 방면 |